# Национальный санитарный фонд США
Национальный санитарный фонд США (англ. National Sanitation Foundation, NSF International) — международная некоммерческая неправительственная организация, занимающаяся сертификацией продуктов. Расположена в США. Проводит тестирование на соответствие стандартам общественного здоровья и безопасности и выдаёт сертификат на проверенную продукцию. Фонд предоставляет свои услуги более чем в 155 странах.
Организация была учреждена в 1944 году для разработки стандартов качества и методик испытаний изделий, предназначенных для приготовления пищи и напитков. На сегодняшний день фонд разработал более 80 американских национальных стандартов в области здравоохранения и безопасности. Продукты, соответствующие этим стандартам, имеют знак NSF. Поскольку фонд расширил сферу услуг за пределы санитарии и вышел на международный рынок, в 1990 году название было изменено на NSF International. Персонал, составляющий более 1200 сотрудников (расположенный по всему миру, в том числе в Северной и Южной Америке, Европе, Африке, Азии, Океании) включает микробиологов, токсикологов, химиков, инженеров, специалистов по безопасности пищевых продуктов, специалистов в области охраны окружающей среды и общественного здравоохранения.